# گروه سرس
گروه سرس (انگلیسی: Seres Group) با نام پیشین سوکون (انگلیسی: Sokon) شرکت خودروسازی چینی است، که در سال ۱۹۸۶ تأسیس شد.